# Сохаг
Сога́ґ (араб. سوهاج) — місто в центральному Єгипті, в середній течії Нілу, центр однойменної провінції.

## Історія
Невідомо, як довго цей район був заселений. Збереглися декілька мумій з римських часів, коли на цьому місці було село. В Коптський період існувало братство ченців, що жили в Білому монастирі в цьому районі.
До XIX століття на місці міста було тільки село. У 1960 році столиця провінції Согаґ переїхала з Гіргі сюди, і місто було відповідно перейменовано.

## Клімат
Місто знаходиться у зоні, котра характеризується кліматом тропічних пустель. Найтепліший місяць — липень із середньою температурою 31.2 °C (88.2 °F). Найхолодніший місяць — січень, із середньою температурою 14.3 °С (57.7 °F).
| Клімат Согаґа           | Клімат Согаґа | Клімат Согаґа | Клімат Согаґа | Клімат Согаґа | Клімат Согаґа | Клімат Согаґа | Клімат Согаґа | Клімат Согаґа | Клімат Согаґа | Клімат Согаґа | Клімат Согаґа | Клімат Согаґа | Клімат Согаґа |
| Показник                | Січ.          | Лют.          | Бер.          | Квіт.         | Трав.         | Черв.         | Лип.          | Серп.         | Вер.          | Жовт.         | Лист.         | Груд.         | Рік           |
| Середня температура, °C | 14,3          | 16            | 19,4          | 24,8          | 29            | 31,1          | 31,2          | 30,3          | 28,2          | 25,5          | 20,3          | 16            | 23,8          |
| Норма опадів, мм        | 0             | 0.2           | 0.1           | 0.2           | 0.1           | 0             | 0             | 0             | 0             | 0             | 0             | 0.1           | 0.7           |
| Днів з опадами          | 0             | 0,2           | 0,1           | 0,3           | 0,3           | 0             | 0             | 0             | 0             | 0,1           | 0             | 0,2           | 1,2           |
| Вологість повітря, %    | 55.8          | 48.6          | 42.5          | 34.9          | 29.6          | 30.7          | 36.2          | 41.5          | 43.9          | 43.8          | 50.5          | 55.3          | 42.8          |
| ----------------------- | ------------- | ------------- | ------------- | ------------- | ------------- | ------------- | ------------- | ------------- | ------------- | ------------- | ------------- | ------------- | ------------- |
| Джерело: Weatherbase    |               |               |               |               |               |               |               |               |               |               |               |               |               |